# Regiunea Narân
Regiunea Narân este cea mai întinsă dintre cele 7 regiuni (oblast) ale Republicii Kârgâze, aflându-se în centrul țării. Reședința administrativă a regiunii este orașul Narân.